# Marla Maples
Marla Maples (n. 27 octombrie 1963, Cohutta⁠(d), Georgia, SUA) este o actriță americană de film, teatru și televiziune.
Este fiica lui Stanley Edward Maples și a Laurei Ann Locklear.
A studiat la Northwest Whitfield High School din Tunnel Hill, Georgia, după care a devenit actriță de teatru și film, iar ulterior vedetă de televiziune. A atras atenția în decembrie 2014, fiind câștigătoarea unui Hollywood Music in Media Award pentru cel mai bun cântec Media New Age/Ambient, House of Love, de pe albumul ei muzical The Endless.
A intrat în atenția presei americane mai ales după ce a devenit a doua soție a miliardarului american Donald Trump, între 1993-1999, cu care are un copil, Tiffany Trump.

## Filmografie
Marla Maples a apărut în Maximum Overdrive și Executive Decision. După aceste filme a jucat în filmul lui  Todd Solondz Happiness și în filmul  Black and White. A mai apărut în filme ca A Christmas Too Many, Loving Annabelle, Two of Hearts, Richie Rich's Christmas Wish, For Richer or Poorer, A Sight for Sore Eyes sau Something Wilder. A mai jucat în Switching Lanes, regizat de Thomas Mikal Ford, producție care a primit Feature Film Silver Award în octombrie 2015 la Kingdomwood Christian Film Festival.

## Legături externe
- Materiale media legate de Marla Maples la Wikimedia Commons
- Marla Maples la Internet Movie Database